# خفاش انگشت‌دراز کهتر
خفاش انگشت‌دراز کهتر (نام علمی: Miniopterus fraterculus) نام یک گونه از سرده خفاش‌های بال‌خمیده است.